# Atari TOS
Atari TOS (The Operating System) je operační systém dlouhé řady Atari ST počítačů. Tato 16/32bitová řada zahrnovala mnoho slavných a oblíbených modelů – 520 ST, 520 STM, 520 STFM, 1040 STF, 1040 STFM, Mega ST, 520 STE, 1040 STE a Mega STE. Pro čistě 32bitové stroje 
(Atari TT a hlavně Atari Falcon) byla později vytvořena nová verze systému, nazvaná MultiTOS, která byla založená na MiNT.
Systém TOS byl kombinací grafického prostředí GEM firmy Digital Research, které běželo nad diskovým subsystémem GEMDOS (zajímavou variantou DOSu založenou na CP/M-68K). Mezi jeho rysy patřil plošný paměťový model, MS-DOS kompatibilní diskový formát, masivní podpora MIDI a výkonná varianta SCSI, pojmenovaná ACSI (v pozdějších verzích).
Výchozím formátem Atari TOS je .PRG

## Základy operačního systému

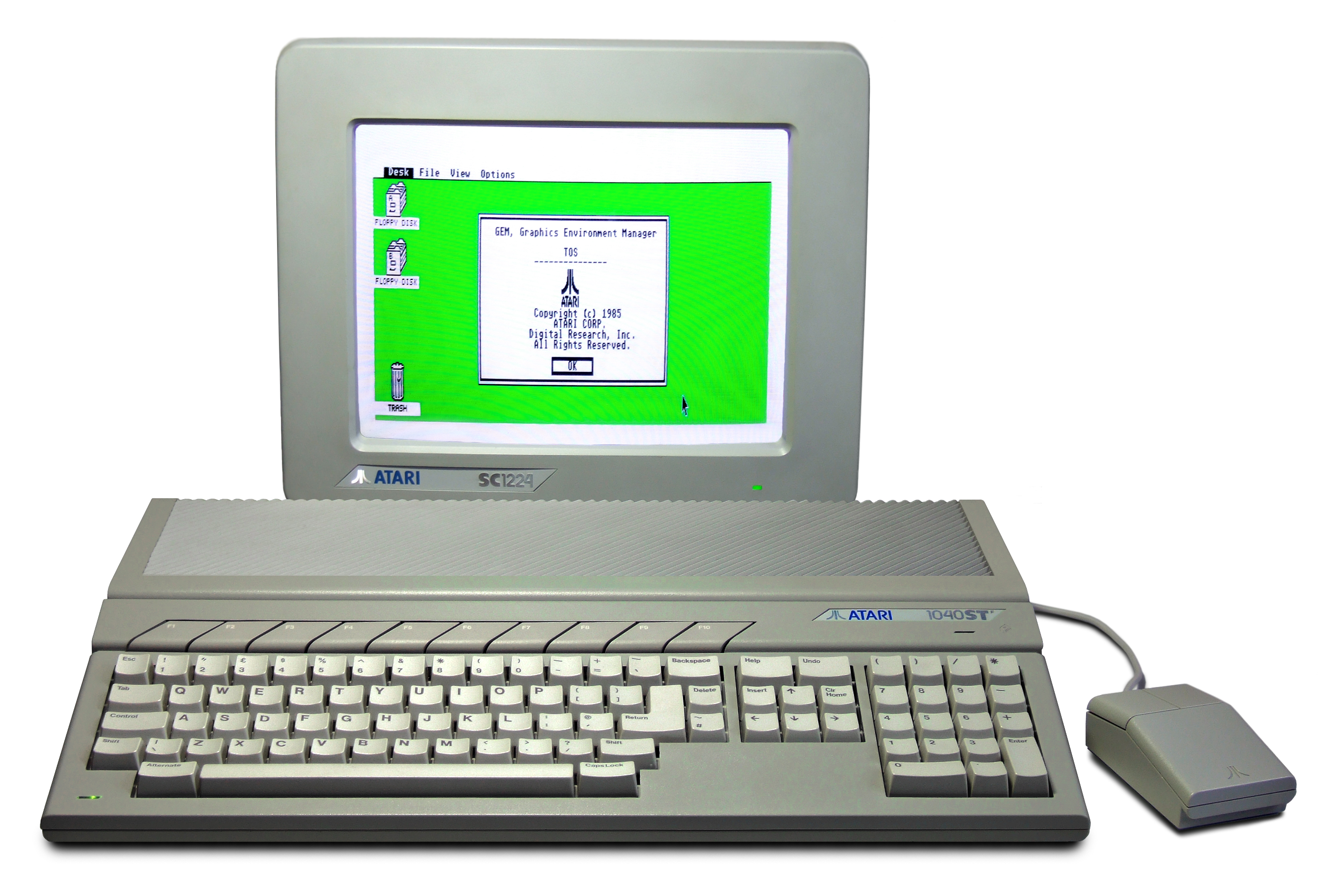
Atari TOS na počítači

Všechny počítače Atari ST se ovládají pomocí operačního systému, který je téměř celý uložen v systémové paměti ROM. Každý počítač je automaticky nastartován při zapnutí a tehdy je nutné, aby v disketové jednotce byla vložena systémová disketa a samotná jednotka (hlavně externí) byla připojena a zapnuta. U modelů 520 ST, 520 STM a 520 STFM se bez systémové diskety vůbec neobjeví grafické prostředí GEM. Pokud je připojena laserová tiskárna Atari SLM804 / SLM605, musí být okamžitě zapnuta, jinak zablokuje činnost všech diskových zařízení.
Všechny počítače Atari ST se řídí pomocí myši. Po startu se na obrazovce objeví grafické prostředí s vodorovným menu v horní řádce. Celá plocha pod ním je pracovní plocha neboli pozadí (přesněji – GEM okno číslo 0). Pracovní plocha vždy obsahuje minimálně tři základní ikony: disketové jednotky A a B symbolizované registračními zásuvkami a odpadkový koš, připomínající spíše popelnici. Základní ikony lze po pracovní ploše snadno přesouvat na libovolné místo.
Celkově je možné mít na pracovní ploše až čtyři okna současně, což je určité omezení platné pro Atari ST (obecně však GEM podporuje až osm oken). Ze všech současně zobrazených oken je aktivní vždy jen jedno (má vytečkovaný podklad horního okraje). Pokud se okna překrývají, zakrývá aktivní okno vždy společnou část. V aktivním okně se provádějí všechny operace i různé příkazy. Neaktivní okno se aktivizuje klasickým způsobem – kliknutím na libovolné místo jeho nezakryté plochy.

## Nové grafické prostředí pro Atari TT
Ačkoliv nejběžnější TOS verze 1.4 poskytoval ve srovnání s klasickým MS-DOSem 5.0 vynikající komfort, ve srovnání s počítači Amiga nebo Macintosh už začal „mírně“ zaostávat. To si naštěstí po uživatelích uvědomila i mateřská firma Atari a připravila nový systém TOS verze 3.0x pro plně profesionální Atari TT, který byl později adaptován i pro horší profesionální model Mega STE.
Pracovní plocha nového TOSu 3.0 přináší mnoho příjemných a viditelných vylepšení. 
Často používané programy nebo soubory už nejsou omezeny na konkrétní okno (adresáře), 
ale mohou být umístěny na téměř libovolné místo na pracovní ploše. Každé okno už konečně může být vyplněno uživatelsky definovaným pozadím. 
Všechny funkce v systémovým menu mají nyní vlastní klávesové zkratky (v samostatných hranatých závorkách za názvem funkce), takže lze v mnohem větší míře využívat klávesnici.
Ve čtyřech systémových menu se objevilo mnoho nových funkcí. V menu File si můžete 
nastavit komfortní filtr nebo souborovou masku. Při formátování disket máme k dispozici 
nový pěkný dialog. V menu View přibyla možnost zobrazit netříděný seznam souborů. Pro práci 
s ikonami je k dispozici nová funkce pro automatické přeskupování ikon v okně. 
Ke každému objektu na obrazovce můžeme v menu Option přiřadit libovolnou ikonu 
z nabízeného výběru, kde se navíc rozlišují ikony pro okna a pracovní plochu. Tiskárna nyní funguje zcela logicky. Pokud do ní cokoliv vložíte, okamžitě to vytiskne.
TOS nyní identifikuje logické oblasti na připojeném externím pevném disku a dokáže snadno vygenerovat symboly logických disků na pracovní ploše. Plně také podporuje vícenásobné konfigurace pracovní plochy. Pokud si v souboru NEWDESK.INF přejmenujeme pracovní plochu, můžeme si uložit několik různých konfigurací a ty pak libovolně načítat.

## Přehled verzí systému TOS

### TOS 1
- 1.0 – Vůbec první verze uvolněná na disketě. První ROM varianta se objevila v roce 1985.
- 1.2 – První verze, která byla distribuována výhradně v ROM paměti. Oprava obrovského počtu chyb. Kvalitní podpora pro koprocesor Blitter a hodiny reálného času (1987).
- 1.4 – Nejběžnější verze TOS, která nabízela maximální kompatibilitu s nejrůznějšími hrami. Novinek bylo dost – vylepšená manipulace s pevným diskem, celkově vyšší výkon, rychlejší start systému, rychlejší diskové operace, souborová funkce „Move“, ochrana informací o datu a času během kopírování souborů, přejmenovávání adresářů, automatický start uživatelem definovaných GEM aplikací, lepší podpora grafických režimů, MS-DOS kompatibilní diskový formát, reset klávesnice a opravy chyb. Byla známa také jako „Rainbow TOS“ kvůli svému animovanému barevnému logu Atari (1989).
- 1.6 – Určen pro vylepšené 16/32bitové STE modely. Paleta 4096 barev, 8bitový stereo DMA zvuk, plná podpora světelné „pušky“ i „pera“, hardwarový scrolling, počáteční podpora procesoru Motorola 68030 (1990).
- 1.62 – Oprava mnoha chyb.

### TOS 2
- 2.02, 2.05 – Primárně určen pro profesionální Mega STE. Verze 2.05 nabízí novou plně modulární koncepci řídícího panelu, automatický paměťový test, plnou podporu pro moderní diskety 1.44 MB a lepší detekci při výměně médií.
- 2.06 – Poslední verze systému pro procesor Motorola 68000. Nabízí automatickou detekci hardwaru s následnou optimalizací svého chování. Proto dobře fungovala i na starších modelech řady ST (1991).
- 2.08 – Speciální verze pro přenosný počítač Atari STBook, která měla v paměti ROM specifické utility (1992).

### TOS 3
- 3.01, 3.05, 3.06 – Plně optimalizován pro profesionální Atari TT (procesor Motorola 68030 / 32 MHz) uvedené na trh v roce 1990. Na trhu se tedy objevil poměrně dlouho před TOSem 2.0x, který prakticky jen nabízel stejné funkce pro starší hardware. Parity z hlediska systémových funkcí bylo dosaženo u verzí 2.05 / 3.05. Paměť ROM se zvětšila z 256 KB na 512 KB.

### TOS 4
- 4.01, 4.02, 4.04 – Nejlepší a nejvýkonnější verze systému určená výhradně pro Atari Falcon (procesor Motorola 68030). MultiTOS 4.01 už umožňoval multitasking a dalších novinek bylo dost – plná podpora DSP čipu, „3D“ aplikační okna, vyskakovací pop–up menu, nové ikony s až 256 barvami, výrazně lepší podpora fontů, drag&drop mezi aplikacemi, schopnost aktualizovat aplikační okna v pozadí, podpora dalších uživatelem definovaných souborových subsystémů a nový CPX modul pro konfiguraci národní jazykové podpory (1993).
- 4.92 – Interní vývojová verze, která nebyla nikdy oficiálně vypuštěna.